# Helmut Valentin
 Helmut Valentin (* 1. November 1919 in Bochum; † 17. August 2008) war ein deutscher Arbeitsmediziner.

## Leben

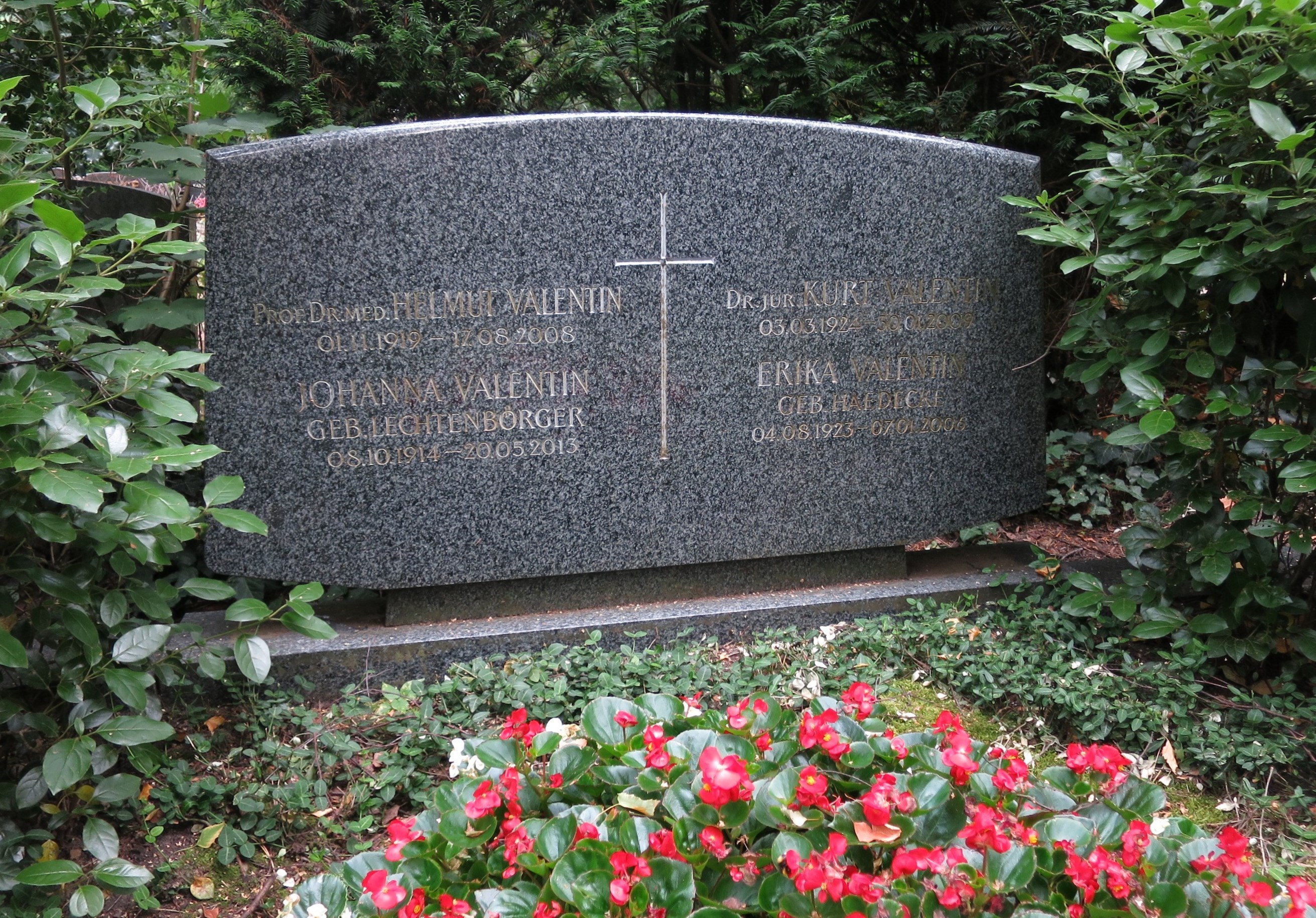
Grabstätte der Familie Valentin

Helmut Valentin, Sohn von Ida Valentin, geborene Muthmann, und August Valentin, dem langjährigen Geschäftsführer der Firma Krupp-Konstantin, ging auf die Oberrealschulen in Bochum (Goethe-Schule) und Frankfurt am Main (Klinger-Schule). Von 1938 bis 1945 leistete er Arbeits- und Wehrdienst, unterbrochen ab 1939 zum Studium der Medizin an der Universität zu Köln, der Universität Erlangen und der Ludwig-Maximilians-Universität München. 1945 absolvierte er das Notstaatsexamen in München, 1946 erhielt er seine Approbation in Köln. Während seiner Tätigkeit als Assistenzarzt und (ab 1956) Oberarzt an der Medizinischen Universitätsklinik Köln von 1945 bis 1965 habilitierte er sich dort 1956 zum Dr. med. (habil.) wurde im selben Jahr ebenda Privatdozent und 1962 außerplanmäßiger Professor. 1965 erhielt der Facharzt für Innere Medizin einen Ruf als Ordinarius für Arbeits- und Sozialmedizin an die Friedrich-Alexander-Universität Erlangen-Nürnberg, zugleich Direktor des Institut für Arbeits- und Sozialmedizin der Poliklinik für Berufskrankheiten in Erlangen. 1969 bis 1970 war er Dekan der Medizinischen Fakultät der Universität Erlangen-Nürnberg. 1989 wurde er emeritiert.
Valentin war evangelisch, verheiratet seit 1956 mit Henny, geborene Lechtenbörger, und starb 2008 im Alter von 88 Jahren und wurde auf dem Kölner Friedhof Melaten (Flur 6 (Q)) beigesetzt.

## Wirken
Er hat wesentlichen Anteil am Aufbau des Fachgebietes Arbeitsmedizin in Deutschland.

### Ehrungen und Mitgliedschaften
Neben vielen anderen Engagements war er ab 1971 langjähriger Präsident des Deutschen Medizinischen Fakultätstages sowie langjähriger Präsident (1967 bis 1973 und 1982 bis 1985), später Ehrenpräsident, der Deutschen Gesellschaft für Arbeitsmedizin und Umweltmedizin (DGAUM). Ab 1973 war er Präsident der Bayerischen Akademie für Arbeits- und Sozialmedizin München. Zudem war er Mitglied des Sachverständigenbeirats beim Bundesministerium für Arbeits- und Sozialordnung. Für seine Arbeit wurde er mehrfach ausgezeichnet, unter anderem mit dem Bundesverdienstkreuz I. Klasse, dem Bayerischen Verdienstorden, der Bayerischen Staatsmedaille für soziale Verdienste und dem Österreichischen Ehrenkreuz für Wissenschaft und Kunst I. Klasse sowie der Ernst-von-Bergmann-Plakette der deutschen Bundesärztekammer.

### Gutachtertätigkeit
Valentin wurde in seiner Funktion als Institutsdirektor, Sachverständiger und Gutachter bei rund 4500 Anerkennungsprozessen von Berufskrankheiten eine beträchtliche Nähe zu Industrieverbänden und der Arbeitgeberseite vorgeworfen. Unter anderem wurde die Rolle des von Valentin geleiteten Erlanger Instituts für Arbeit- und Sozialmedizin in Bezug auf Quecksilbervergiftungen zahlreicher Arbeiter in der ehemaligen Chemischen Fabrik Marktredwitz in einen Untersuchungsausschuss im Bayerischen Landtag erörtert.

## Veröffentlichungen (Auswahl)
- Untersuchung und Beurteilunge von Herzkranken. 1955; 2. Auflage, mit H. W. Knipping, W. Bolt und Helmut Venrath, 1960.
- Lehrbuch der Arbeitsmedizin. 1971. Weitere Auflagen 1979 und 1985.
- mit K. P. Holzhauser: Funktionsprüfungen von Herz und Kreislauf. 1976.
- mit K. Gossler, K. H. Schaller und anderen: Die Analyse des Stress aus arbeitsmedizinischer Sicht. 1977.